# Gara Ianca
Gara Ianca este o stație de cale ferată care deservește satul Gara Ianca, județul Brăila, România.